# (367789) 2011 AG5
2011 أي جي 5 (ويعرف أيضًا باسم (367789) 2011 أي جي 5 وفق تسمية الكوكب الصغير) (بالإنجليزية: 2011 AG5)‏ هو كويكب ضمن حزام الكويكبات؛ وترتيبه 367789 من حيث الاكتشاف.
اكتُشف هذا الجُرم الفلكي بواسطة ماسح جبل ليمون ‏ في 8 يناير 2011.

## وصلات خارجية
- (367789) 2011 AG5 في قاعدة بيانات مختبر الدفع النفاث لأجرام النظام الشمسي الصغيرة

- الاكتشاف · مخطط المدار ·  العناصر المدارية · المعلمات المادية

- (367789) 2011 AG5 على موقع ويكي سكاي: DSS2, SDSS, GALEX, IRAS, Hydrogen α, X-Ray, Astrophoto, Sky Map, Articles and images